# Llista de peixos del riu Balsas

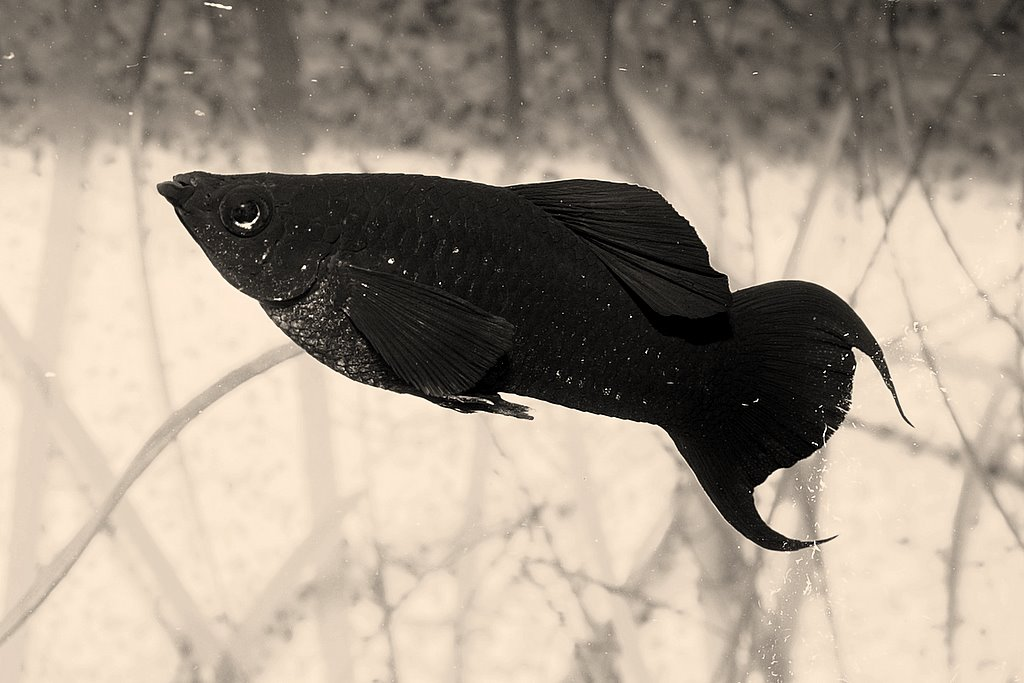
Poecilia sphenops

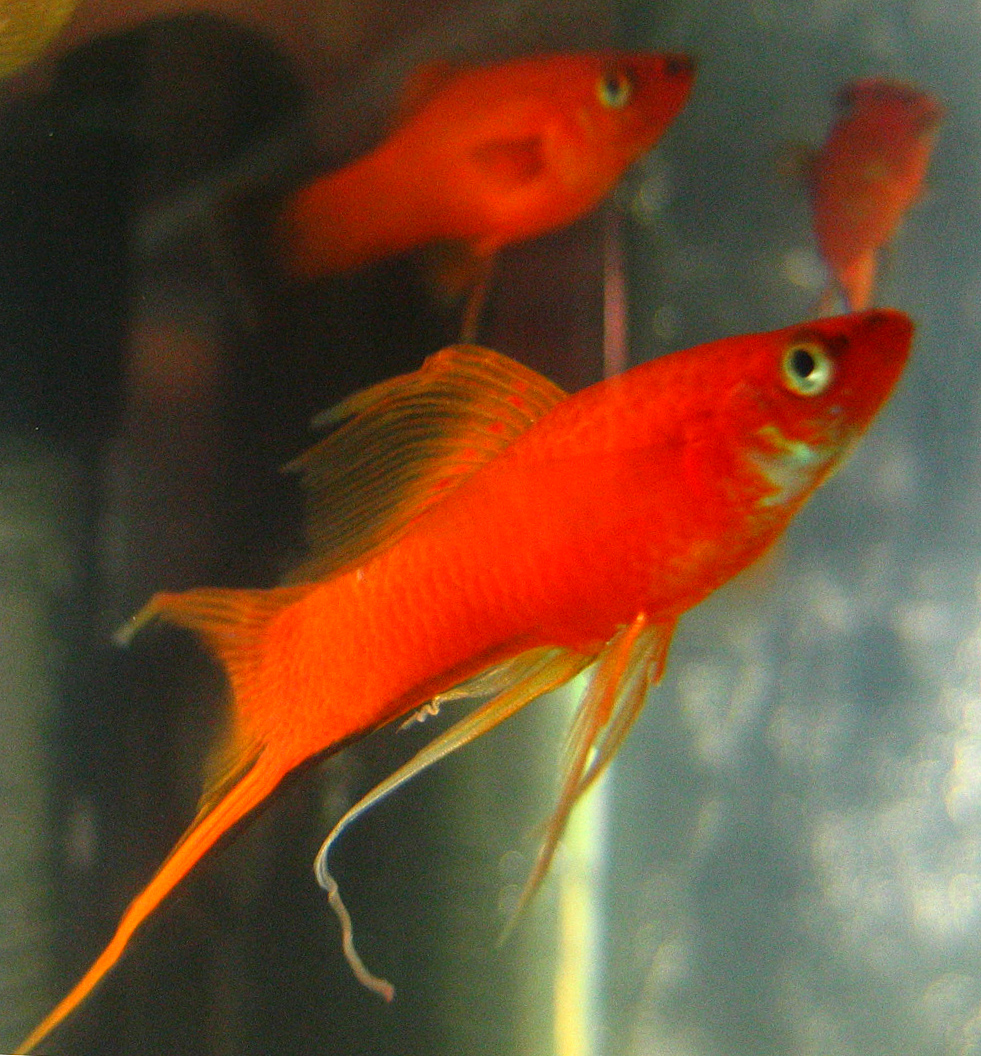
Xiphophorus hellerii

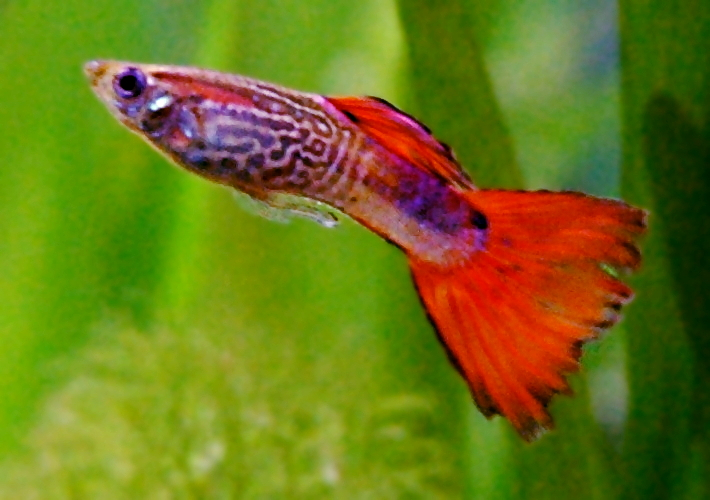
Poecilia reticulata

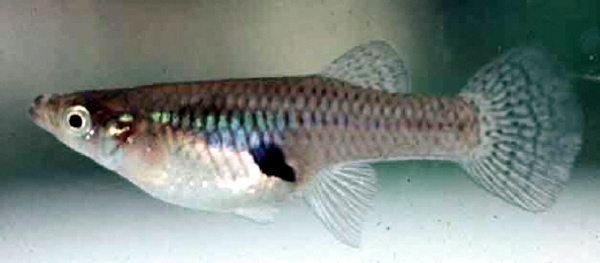
Gambúsia (Gambusia affinis)

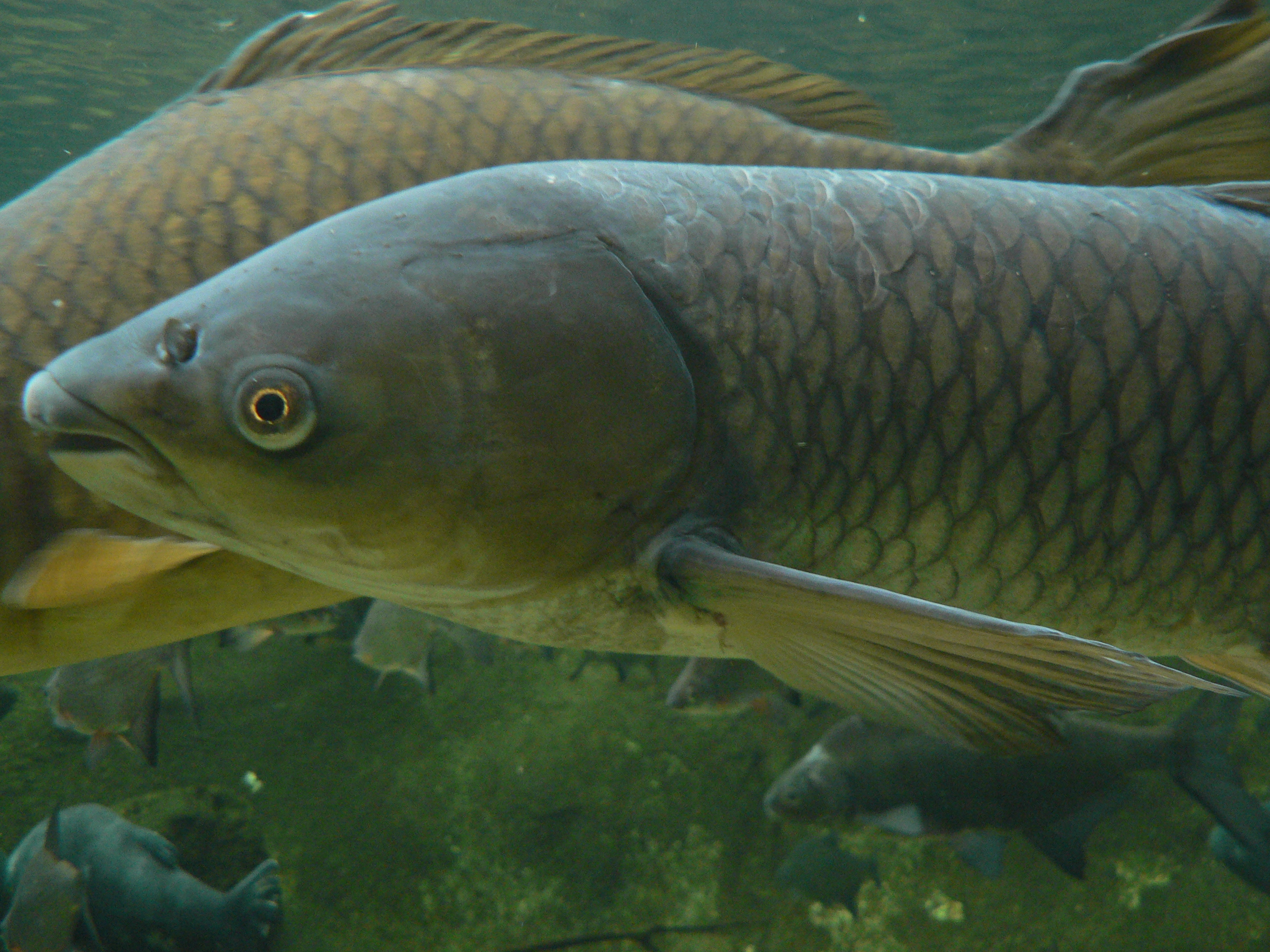
Ctenopharyngodon idella

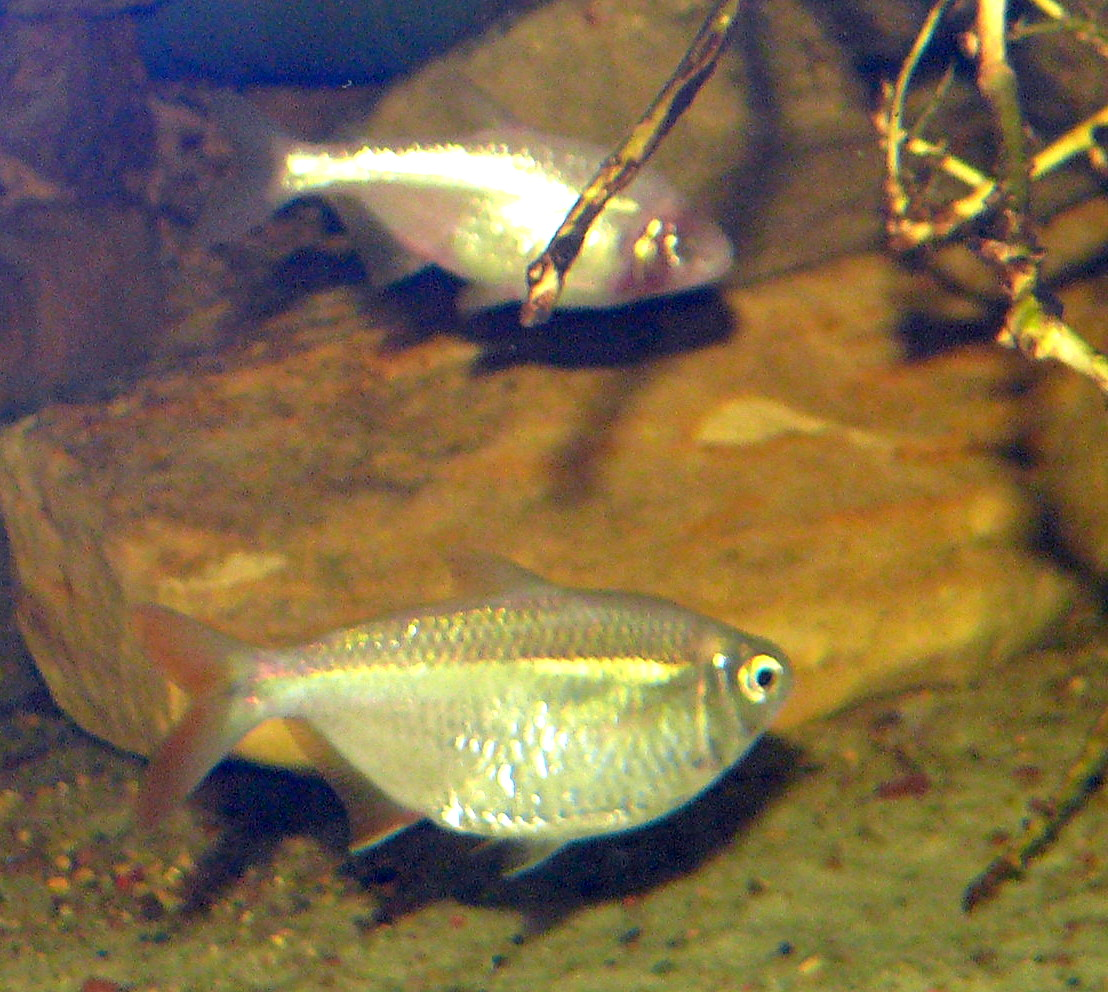
Astyanax mexicanus

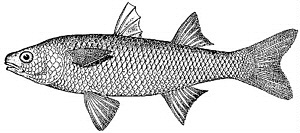
Agonostomus monticola

Aquesta llista de peixos del riu Balsas (incompleta) inclou les 21 espècies de peixos que es poden trobar al riu Balsas ordenades per l'ordre alfabètic de llur nom científic.

## A
- Agonostomus monticola
- Astyanax mexicanus
- Atherinella balsana

## C
- Cichlasoma istlanum
- Ctenopharyngodon idella
- Cyprinus carpio carpio

## G
- Gambusia affinis
- Girardinichthys multiradiatus
- Goodea atripinnis

## H
- Heterandria bimaculata

## I
- Ictalurus balsanus
- Ilyodon whitei

## N
- Notropis boucardi

## P
- Poecilia maylandi
- Poecilia reticulata
- Poecilia sphenops
- Poeciliopsis balsas
- Poeciliopsis gracilis
- Poeciliopsis infans

## T
- Tampichthys rasconis

## X
- Xiphophorus hellerii[1]